# Globo terráqueo

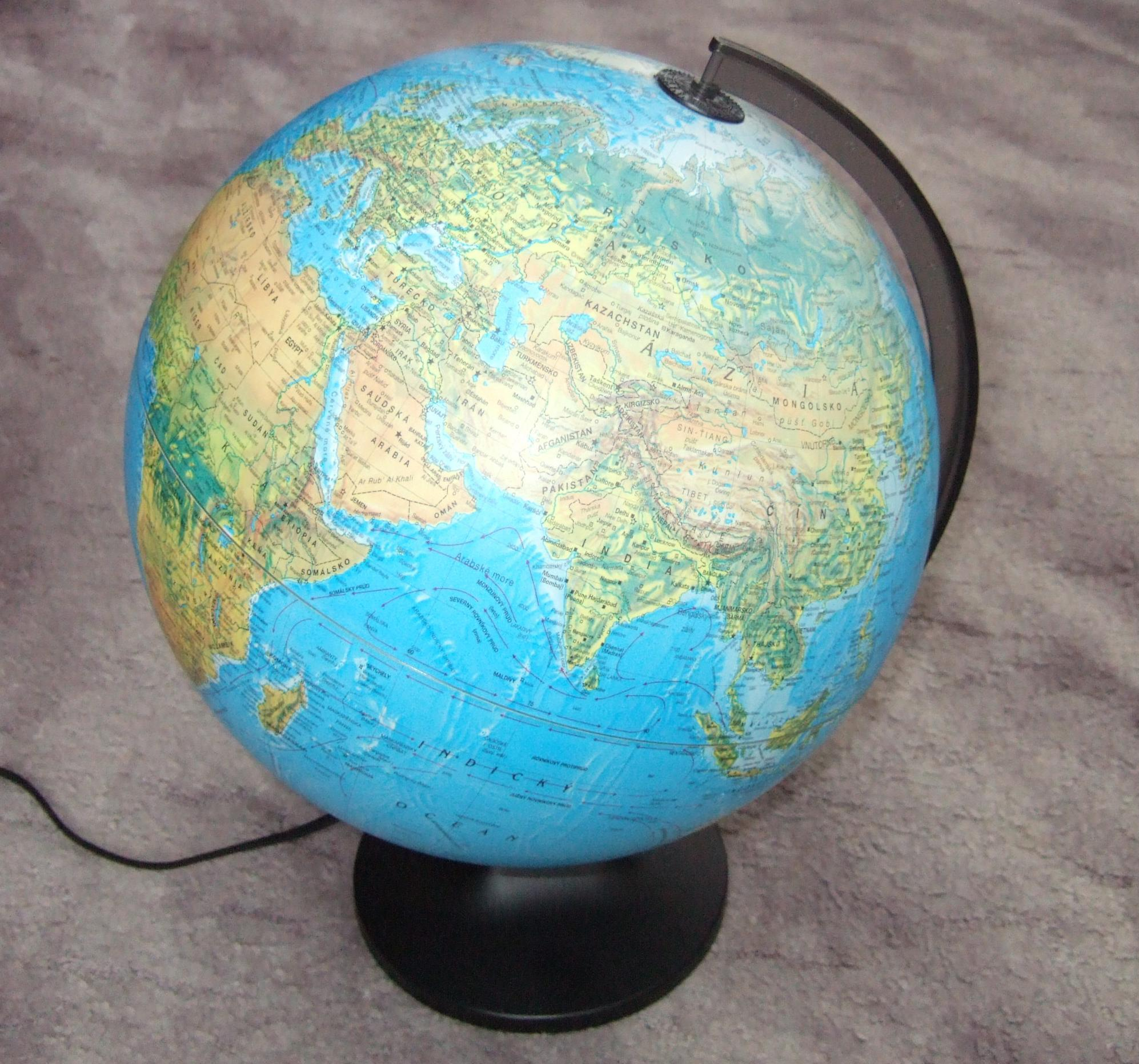
Globo terráqueo.

Un globo terráqueo es un modelo tridimensional representado sobre una esfera a escala de la Tierra llamado globo terrestre, terráqueo o geográfico. En ese caso o de otro cuerpo celeste como un planeta o un satélite como la Luna. Mientras que los modelos de distintos objetos se pueden hacer con formas arbitrarias o irregulares, el término globo se utiliza solamente para los modelos de objetos que sean aproximadamente esféricos. La palabra «globo» proviene de la palabra latina globus, significando una masa compacta de personas u objetos, y por extensión una esfera. Algunos globos terrestres incluyen relieve para mostrar montañas y otras características de la superficie de la Tierra.
También hay globos, llamados globos celestes o esferas astronómicas, que son representaciones tridimensionales de la esfera celeste, que muestran las posiciones aparentes de las estrellas y las constelaciones y estrellas en el cielo.

## Globo terráqueo y globos planetarios
Los mapas planos se crean usando un sistema de proyección que inevitablemente introduce una cantidad cada vez mayor de distorsión cuanto mayor sea el área que muestre el mapa. Una esfera (o más exactamente un geoide) es la única representación de la Tierra que no distorsiona ya sea la forma o el tamaño característicos de las grandes masas de tierra o de las extensiones de agua.
La circunferencia de la Tierra es casi exactamente de 40 millones de metros. Muchos globos terráqueos están hechos con una circunferencia de un metro de perímetro, por lo que son modelos a escala de la Tierra a una escala de 1/40 millones. Una distancia de un centímetro en este globo representaría 400 kilómetros sobre la Tierra. Una pulgada representa unas 630 millas. Algunos globos se hacen con un diámetro de una yarda, resultando un cuatro por ciento más pequeños que los globos con un metro de circunferencia, por lo que sus escalas son correspondientemente diferentes. Un centímetro (pulgada, etc.) en un globo de una yarda de diámetro representa aproximadamente una distancia un 4% más grande que la distancia sobre la Tierra que representa la misma medida en un globo de un metro de circunferencia. También se pueden encontrar globos terráqueos de otros tamaños.
A veces los globos muestran mediante una textura superficial la topografía de la superficie; en este tipo de globos las elevaciones son considerablemente exageradas, porque de lo contrario serían apenas visibles. La mayoría de los globos modernos también están impresos con paralelos y meridianos, por lo que permiten leer las coordenadas aproximadas de un lugar específico. Los globos también pueden mostrar las fronteras de los países y sus nombres, una característica susceptible de quedar rápidamente obsoleta, ya que los países pueden cambiar de nombre o de fronteras.
Muchos globos terrestres tienen un elemento celeste marcado en ellos: un diagrama llamado el analema, que muestra la proyección del movimiento aparente del Sol en el cielo durante un año.

## Globo celeste

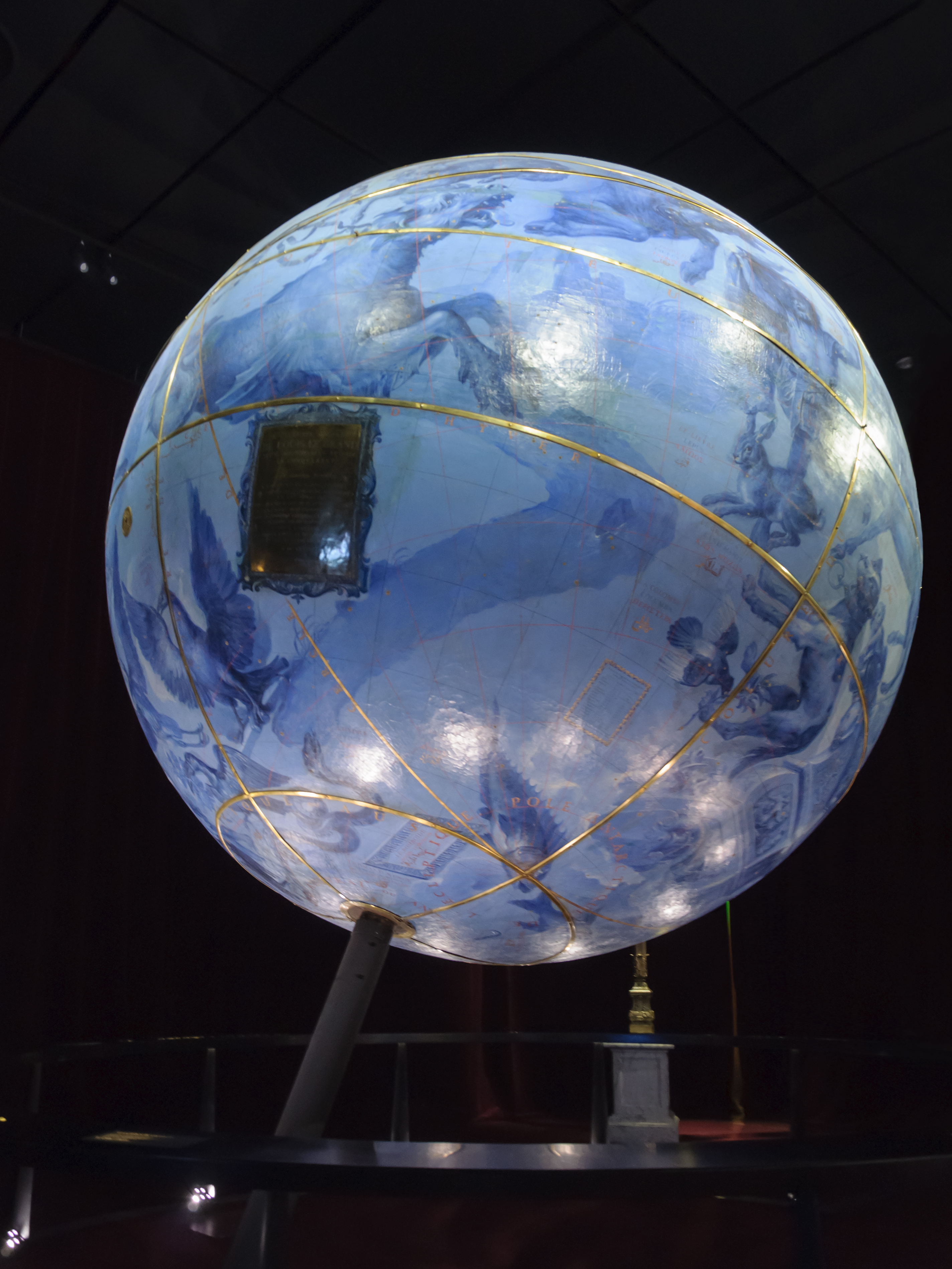
Globo celeste elaborado por Coronelli para Luis XIV c.1683

Los globos celestes muestran las posiciones aparentes de las estrellas en el cielo. Se omiten el Sol, la Luna y los planetas debido a que las posiciones de estos elementos varían respecto a las de las estrellas, pero la eclíptica, la trayectoria a lo largo de la cual el Sol se desplaza, prácticamente siempre está indicada.
Hay un problema con respecto a la "lateralidad" de los globos celestes. Si el globo está construido de manera que las estrellas están en las posiciones que en realidad ocupan en una esfera celeste imaginaria, entonces al representarlas en la superficie del globo, todas las constelaciones se verán como sus imágenes especulares. Esto se debe a que la vista del cielo desde la Tierra, equivale a estar situado en el centro de la esfera celeste, es decir vista desde el  dentro  de la esfera celeste, mientras que el globo celeste es una vista desde fuera. Por esta razón, los globos celestes se diseñan a menudo con la imagen invertida, de manera que al menos las constelaciones aparecen en el "sentido correcto". Algunos globos celestes modernos abordan este problema haciendo la superficie del globo transparente. Las estrellas pueden entonces ser colocadas en sus posiciones correctas al observarlas a través del globo, por lo que la vista que se tiene es del interior de la esfera celeste. Sin embargo, la posición correcta desde la que se debería observar la esfera sería su centro, pero el espectador de un globo transparente debe estar fuera de él, lejos de su centro. La visualización del interior de la esfera desde el exterior, a través de su superficie transparente, produce graves distorsiones. Los globos celestes opacos se fabrican con las constelaciones colocadas correctamente, por lo que aparecen como imágenes en un espejo cuando se ven directamente desde el exterior del globo. También es posible contemplar el globo reflejado en un espejo, y de esta forma las constelaciones recuperan su apariencia habitual. En este caso, existen globos celestes con los textos que llevan grafiados (como los nombres de las constelaciones y estrellas) impresos en sentido inverso, de forma que puedan ser leídos fácilmente en un espejo.
Una solución a este problema es algo mucho más complejo que una simple esfera de plástico transparente: un planetario, que permite reproducir el cielo mediante un proyector en el interior de una semiesfera de gran tamaño, posibilitando situar a los espectadores aproximadamente en su centro. De esta forma, se consigue una reproducción fidedigna del firmamento, evitando los citados problemas.

## Historia

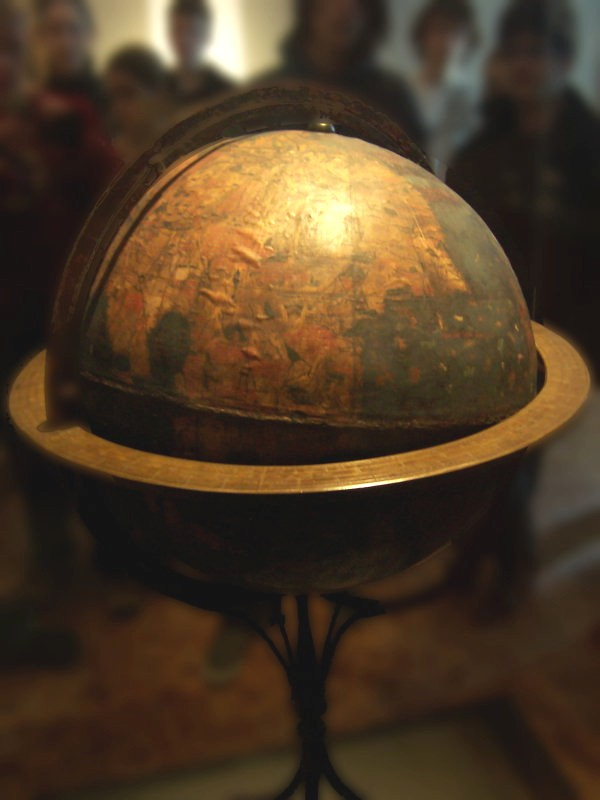
El "Erdapfel" de Martin Beheim es el globo terrestre más antiguo que se conserva, realizado entre 1491 y 1493; las Américas aún no están incluidas. Museo Nacional de Alemania, Núremberg (2006)

La esfericidad de la Tierra ya fue establecido por los astrónomos de la Grecia Antigua en el siglo III a. C., y el globo terrestre más antiguo debió aparecer a partir de ese período. El ejemplo más antiguo conocido es el construido por Crates de Malos en Cilicia (ahora Çukurova en la actual Turquía), en la segunda mitad del siglo segundo antes de Cristo.
No se conservan globos terrestres de la Antigüedad o de la Edad Media. Un ejemplo de un globo celeste superviviente es parte de una escultura helenística, llamada el Atlas Farnesio, conservada a través de una copia romana del siglo segundo en el Museo Arqueológico de Nápoles (Italia).
Los primeros globos terrestres que representan la totalidad del Viejo Mundo se construyeron en el mundo islámico. Según David Woodward, un ejemplo de ello fue el globo terrestre presentado en la corte de Pekín por el astrónomo persa Jamal al-Din en 1267.En Europa, el globo terráqueo más antiguo del que se tienen noticias es uno descrito por Jean Fusoris en 1432.
El globo terrestre existente más antiguo fue construido en 1492 por Martin Behaim (1459-1537) con la ayuda del pintor Georg Glockendon. Behaim era un navegante alemán, creador de mapas y comerciante. Trabajando en Núremberg (Alemania), llamó a su creación el "Globo Terrestre de Núremberg". Hoy en día es conocido como el "Erdapfel". Antes de construir el globo, Behaim había viajado mucho. Vivió en Lisboa en la década de 1480, participando en el desarrollo de los intereses comerciales y mezclándose con los exploradores y científicos. En 1485-1486, se embarcó con el explorador portugués Diogo Cão a la costa de África Occidental. Comenzó a construir su globo terrestre después de su regreso a Núremberg en 1490.
Otro de los primeros globos, el Globo Hunt-Lenox, ca. 1510, se piensa que es la fuente de la frase Hic Sunt Dracones, o "Aquí hay dragones". Un globo del tamaño similar al de un pomelo hecho a partir de las dos mitades de un huevo de avestruz fue encontrado en 2012 y se cree que data de 1504. Puede ser el globo terráqueo más antiguo que muestra el Nuevo Mundo. Stefaan Missine, que analizó esta pieza para la revista "Portolan" de la Washington Map Society, declaró que había sido "parte de una colección importante de Europa durante décadas." Después de un año de investigación en la que se consultó a muchos expertos, Missine llegó a la conclusión de que el Globo Hunt-Lenox era una copia en cobre por moldeo del mapa representado en el huevo de avestruz.
Un globo facsímil que muestra América fue realizado por Martin Waldseemüller en 1507. Otro globo terrestre "de aspecto notablemente moderno" fue construido por Taqi al-Din en su observatorio de Estambul durante los años 1570.
El primer globo celeste transparente fue construido durante el Imperio mogol bajo el patrocinio de Jahangir.
Los dispositivos electromecánicos Globus IMP incluían globos terrestres de cinco pulgadas que se utilizaron en las naves espaciales soviéticas y rusas entre 1961 y 2002 como instrumentos de navegación. En 2001, la versión de la nave espacial Soyuz TMA sustituyó este instrumento por un globo virtual.
En la década de 1800 pequeños globos de bolsillo (de menos de 8 cm) eran símbolos de estatus para los caballeros y juguetes educativos para los niños de familias acaudaladas.

## Fabricación
Tradicionalmente, los globos fueron fabricados pegando un mapa de papel impreso sobre una esfera, a menudo hecha de madera.
El tipo más común tiene gajos largos y delgados (tiras) de papel que se estrechan a un punto en los polos, superponiéndose unos pequeños discos a modo de casquetes sobre las inevitables irregularidades en estos dos puntos. Cuanto más gajos haya, se requerirá un menor arrugamiento para hacer que el mapa de papel (plano) encaje sobre la esfera. Desde un punto de vista geométrico, todos los puntos de una esfera son equivalentes -es posible seleccionar cualquier punto arbitrario en la Tierra, y crear un mapa de papel que cubra la superficie del planeta con tiras que confluyan en ese punto y en su antípoda.
Los globos modernos a menudo se moldean con termoplástico. Discos planos de plástico se imprimen con un mapa previamente distorsionado al efecto (equivalente a una fotografía -plana- del mapa definitivo visto desde cada uno de los polos, de forma que al convertir el disco en una semiesfera durante el moldeo, el mapa recupere sus verdaderas dimensiones) de cada uno de los dos hemisferios de la Tierra, y se colocan en una máquina que los moldea con una forma semiesférica. Cada hemisferio se une con su contrario (debidamente alineados los meridianos) para formar un globo completo.
Los globos terráqueos generalmente se montan sobre una peana que sostiene un eje con un ángulo de inclinación de 23,5° con respecto al plano horizontal, que se hace pasar de polo a polo, permitiendo el giro de la esfera alrededor de este eje. Además de hacer que el globo sea más cómodo de usar, este montaje también representa el ángulo de la Tierra respecto al plano en el que gira alrededor del Sol, haciendo que sea fácil visualizar cómo transcurre el día y cómo cambian las estaciones.
Hoy en día los globos terráqueos interactivos se han convertido en un juguete educativo muy valorado por los padres, puesto que con ellos los niños pueden aprender geografía, historia e incluso la cultura de otros países de una manera amena.  

## Ejemplos notables

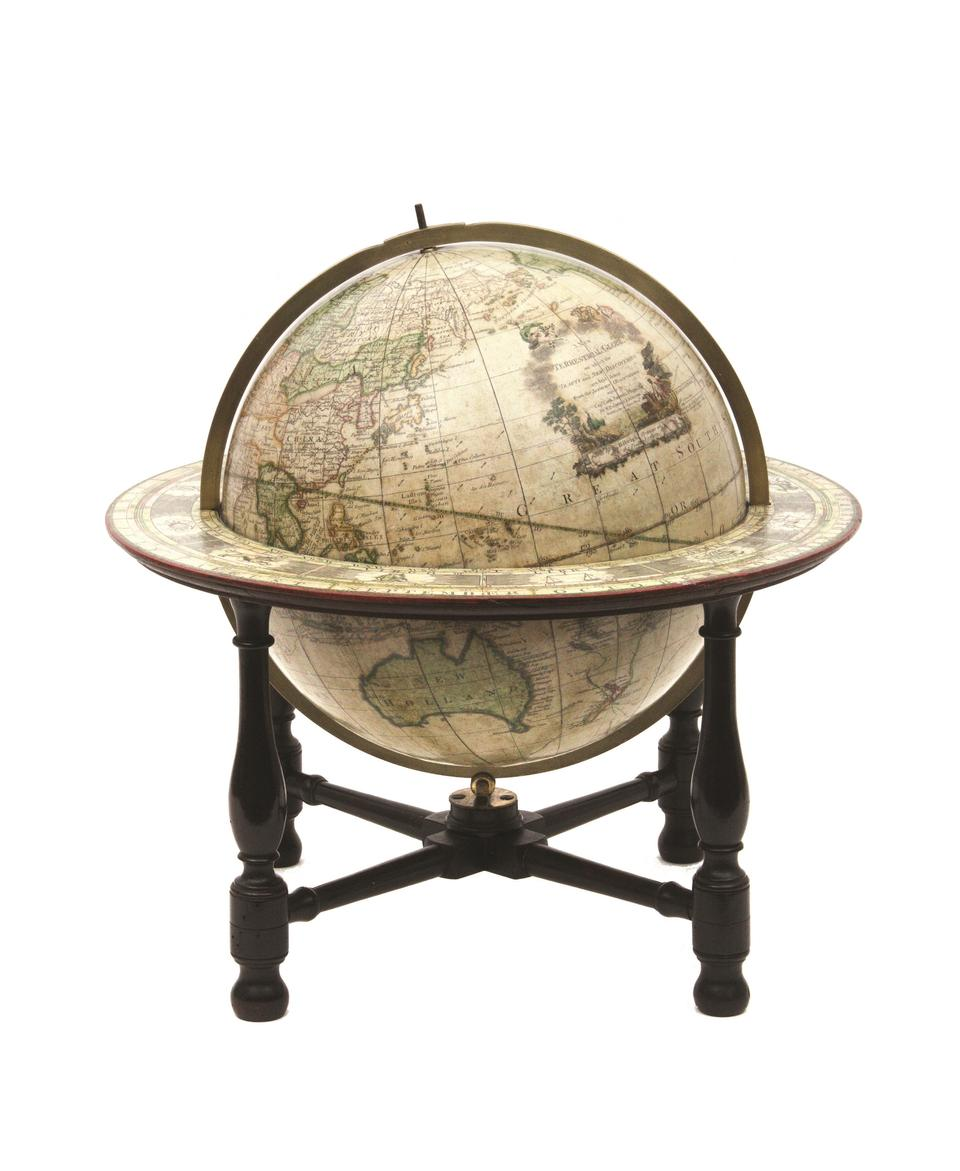
Globo terrestre en el que figuran las extensiones de tierra y los descubrimientos a partir de las detalladas observaciones realizadas por los capitanes Cook, Furneux y Phipps, fabricado en 1782. El globo es obra de John Newton; y la cartografía es de William Palmer, [https://primo-slnsw.hosted.exlibrisgroup.com/primo-explore/fulldisplay?docid=ADLIB110577047&context=L&vid=SLNSW&search_scope=EEA&tab=default_tab&lang=en_US%20%20COPY%20THE%20PERMALINK%20TO%20CLIPBOARD propiedad de la Biblioteca del Estado de Nueva Gales del Sur

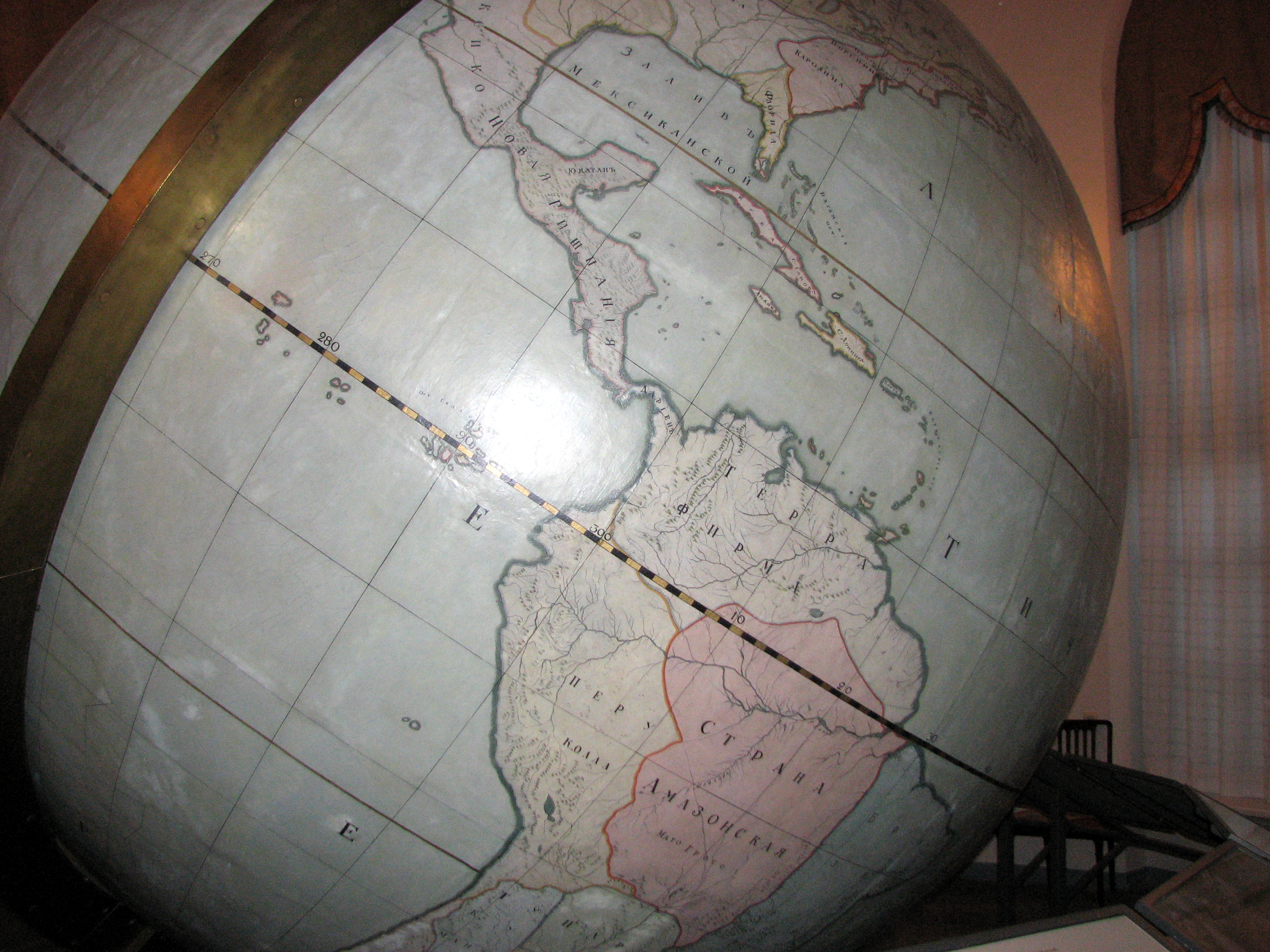
Globo de Gottorf (Kunstkamera), de 3,1 m de diámetro.

- El Globo de Gottorf, una esfera de 3,1 m de diámetro construida en Alemania en 1664 y reconstruida en Rusia tras un incendio en 1750. Presenta la particularidad de ser un globo terráqueo por fuera, y un globo celeste por dentro (preparado para alojar un espectador en el centro de la esfera, accionada por un mecanismo hidráulico). Tras una azarosa historia, actualmente se exhibe en la Kunstkamera de San Petersburgo.
- El Unisphere en Flushing Meadows (Nueva York), en el USTA Billie Jean King Tennis Center, con 120 pies (36,6  m) de diámetro, es el globo geográfico más grande del mundo. (No es la estructura esférica más grande, como la Cinesphere de Toronto, Canadá, pero esta última carece de marcas geográficas o astronómicas).
- Eartha, actualmente el mayor globo giratorio del mundo (con 41 pies -12,5 m- de diámetro), en la sede de DeLorme en Yarmouth (Maine).
- El Mapparium, en la Biblioteca Mary Baker Eddy de Boston, un globo de vidrio con montantes metálicos situado en el interior de un edificio de tres pisos, pintado con el mapa del mundo para ser contemplado desde su interior, que los visitantes atraviesan por medio de una pasarela con una longitud de 30 pies (9,15 m).
- El Globo del Babson College en Wellesley (Massachusetts), un globo de 26 pies de diámetro (7,9 m) que originalmente giraba sobre su eje y sobre su base para simular el día y la noche; y las estaciones.
- El globo gigante en el vestíbulo del New York Daily News en la ciudad de Nueva York.
- El Globo de Hitler, también conocido como el Globo del Führer, fue denominado oficialmente como Globo terráqueo Columbus para líderes de Estado y de la Industria. Se realizaron dos ediciones durante la vida de Hitler, creadas a mediados de la década de 1930 bajo sus órdenes. (La segunda edición cambió el nombre de Etiopía por Abisinia en el África del Este italiana). Estos globos eran "enormes" y muy costosos. De acuerdo con el New York Times, "el verdadero globo Columbus era casi del tamaño de un Volkswagen y, al mismo tiempo, más caro." Varios todavía existen, incluyendo tres en Berlín: uno en un instituto geográfico, otro en el Museo Märkisches, y otro en el Museo Histórico Alemán. Este último tiene el agujero de una bala soviética atravesando Alemania. Uno de los dos en colecciones públicas de Múnich también tiene un agujero de bala (en este caso estadounidense) atravesando Alemania. Hay varios en manos privadas dentro y fuera de Alemania. Una versión mucho más pequeña del globo de Hitler fue parodiada por Charlie Chaplin en El gran dictador, una película estrenada en 1940.[16]
- El globo del presidente. En 1941, cuando Arthur H. Robinson se unió a la Oficina estadounidense de Servicios Estratégicos, involucró a geógrafos con cierto interés en la cartografía y el grupo desarrolló sus técnicas en el trabajo. Liderados por Robinson, los cartógrafos de la OSS diseñaron un gran globo de 50 pulgadas para el presidente Franklin Roosevelt, que se conoció como "El globo del presidente". Se le dio una copia del globo a Winston Churchill como regalo.

## Galería

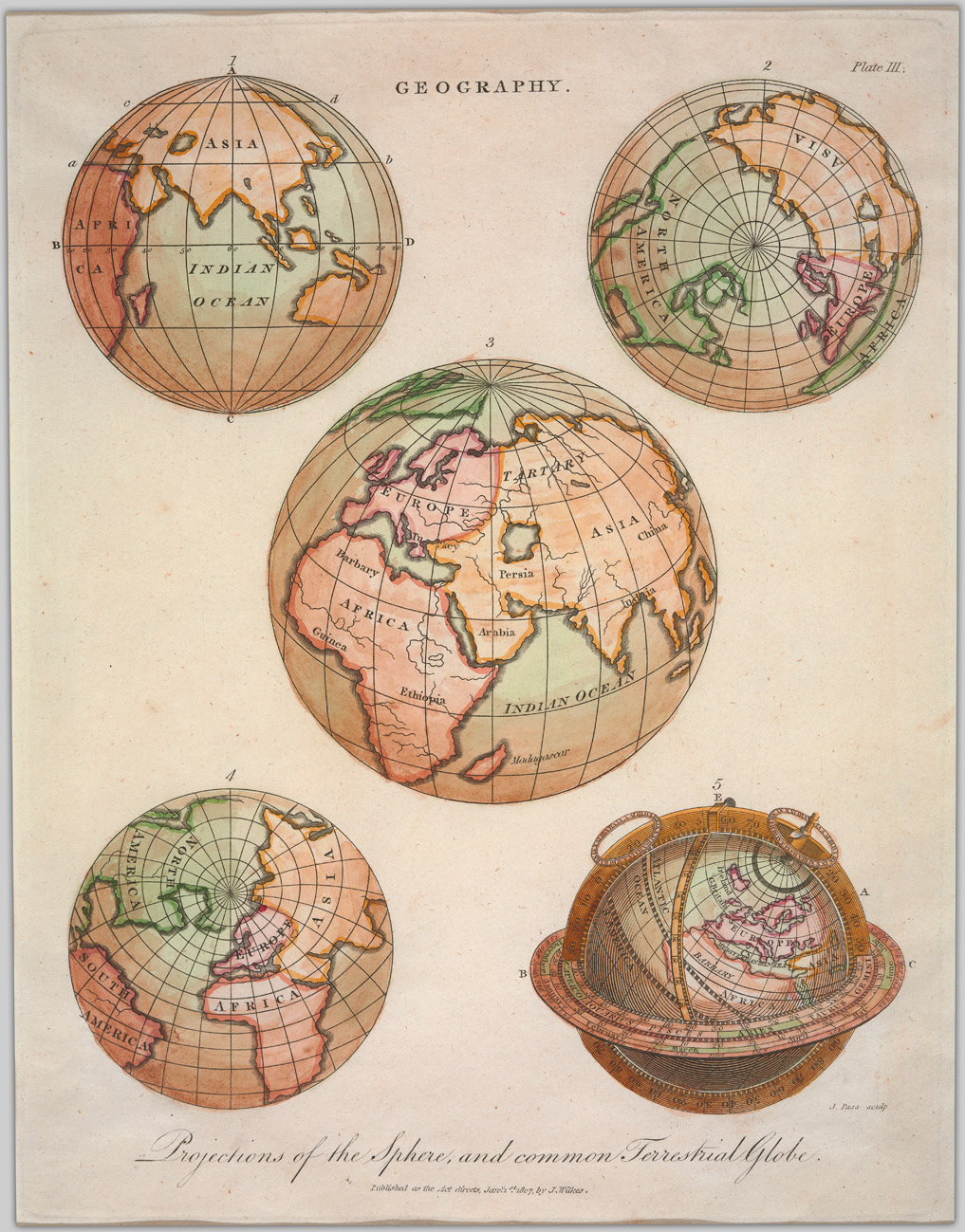
Proyecciones del siglo XIX del globo terrestre, a partir de las Colecciones Digitales de la UBC Library
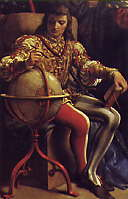
Martin Behaim con su "Erdapfel"
- Globo terraqueo de bolsillo de siglo XVIII en el Museo del Louvre.
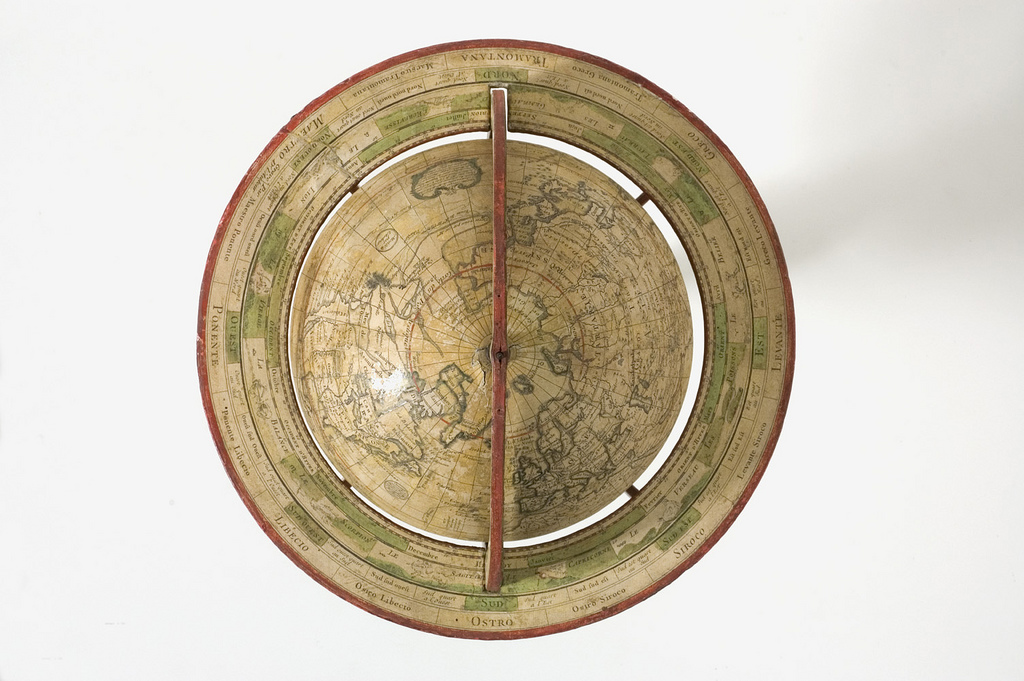
Vista superior del globo de l'Isle (1765)
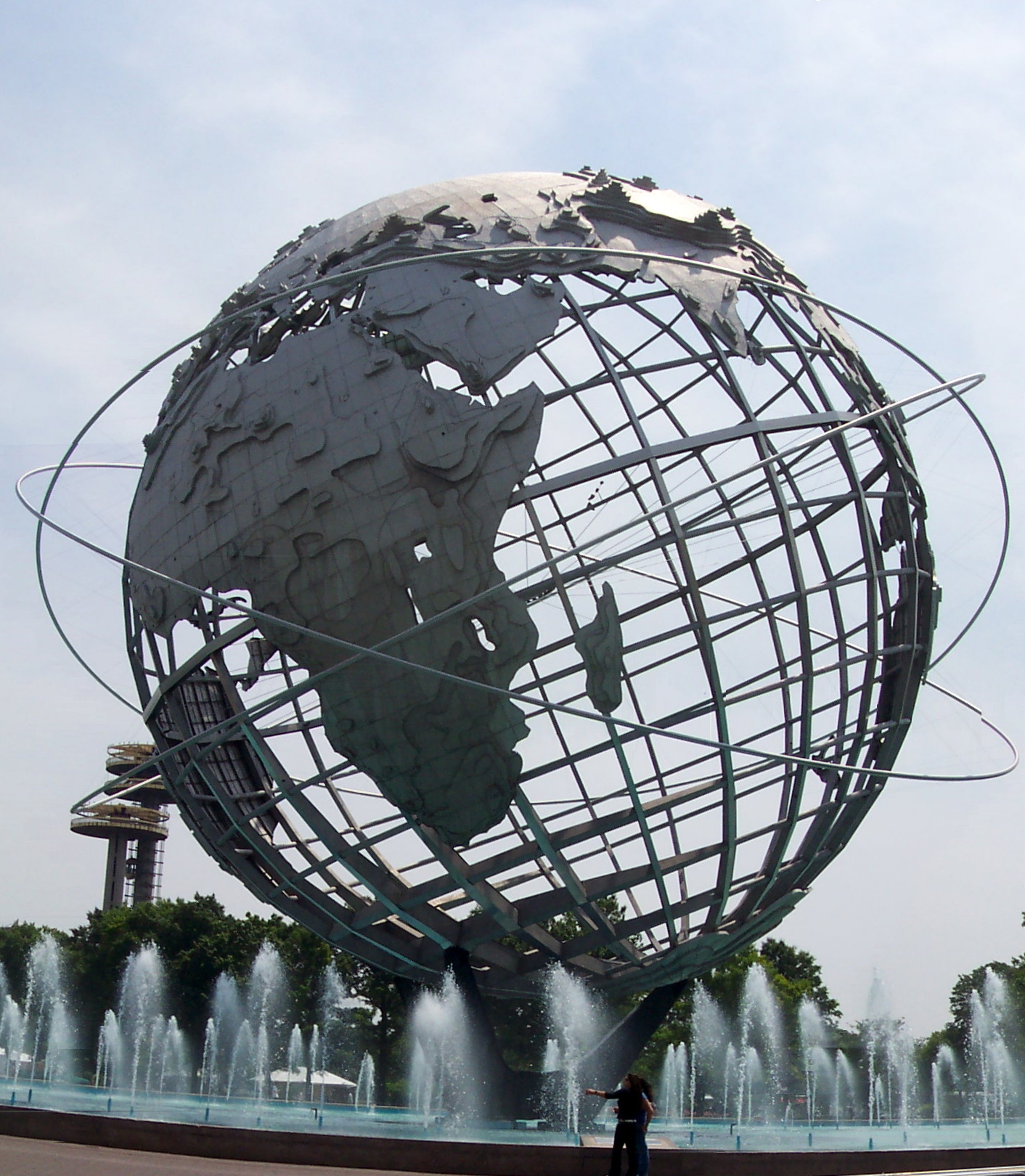
El Unisphere, atribuido a "Uribe"/Uri Baruchin
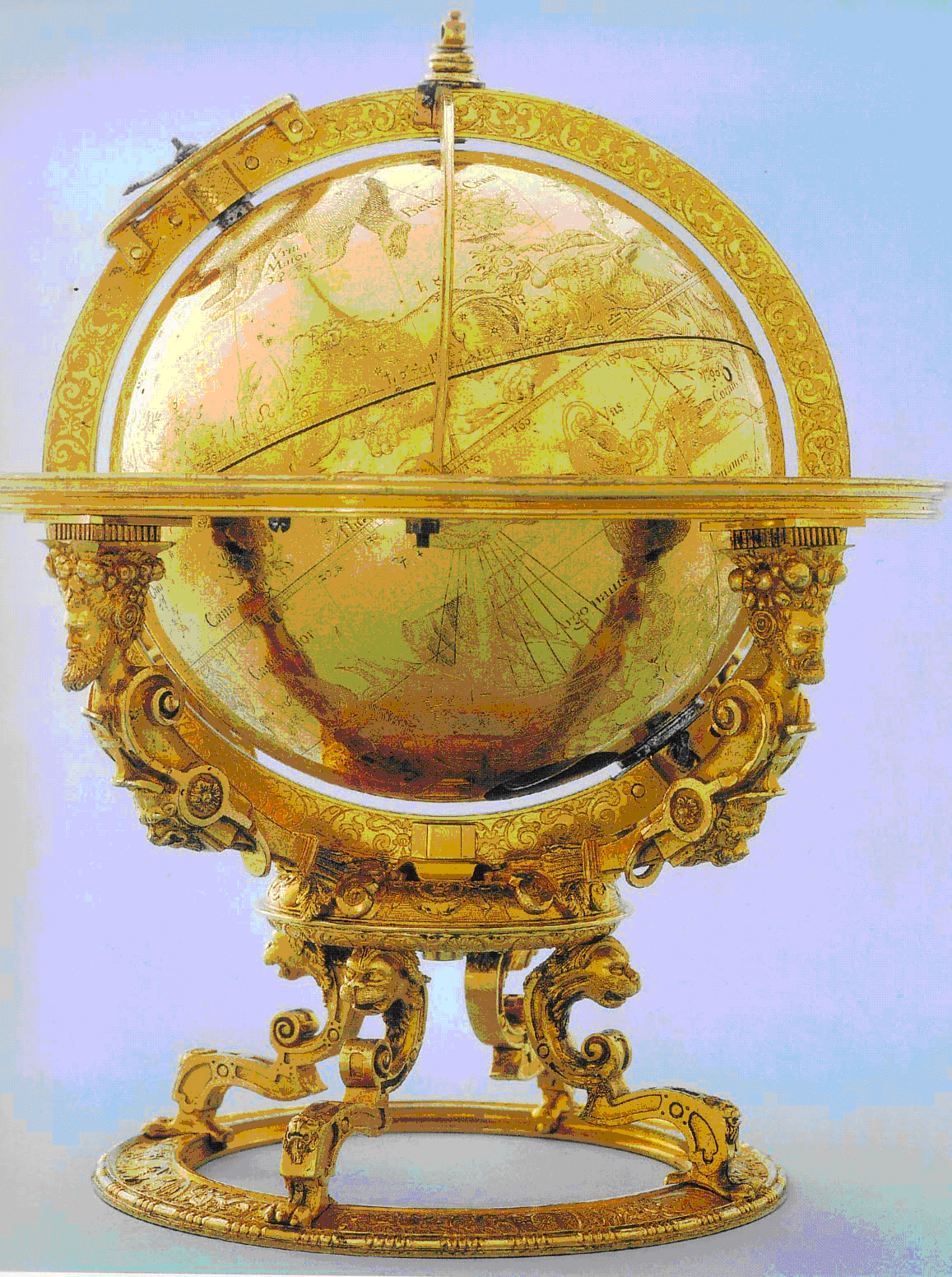
Globo celeste mecanizado (1594)
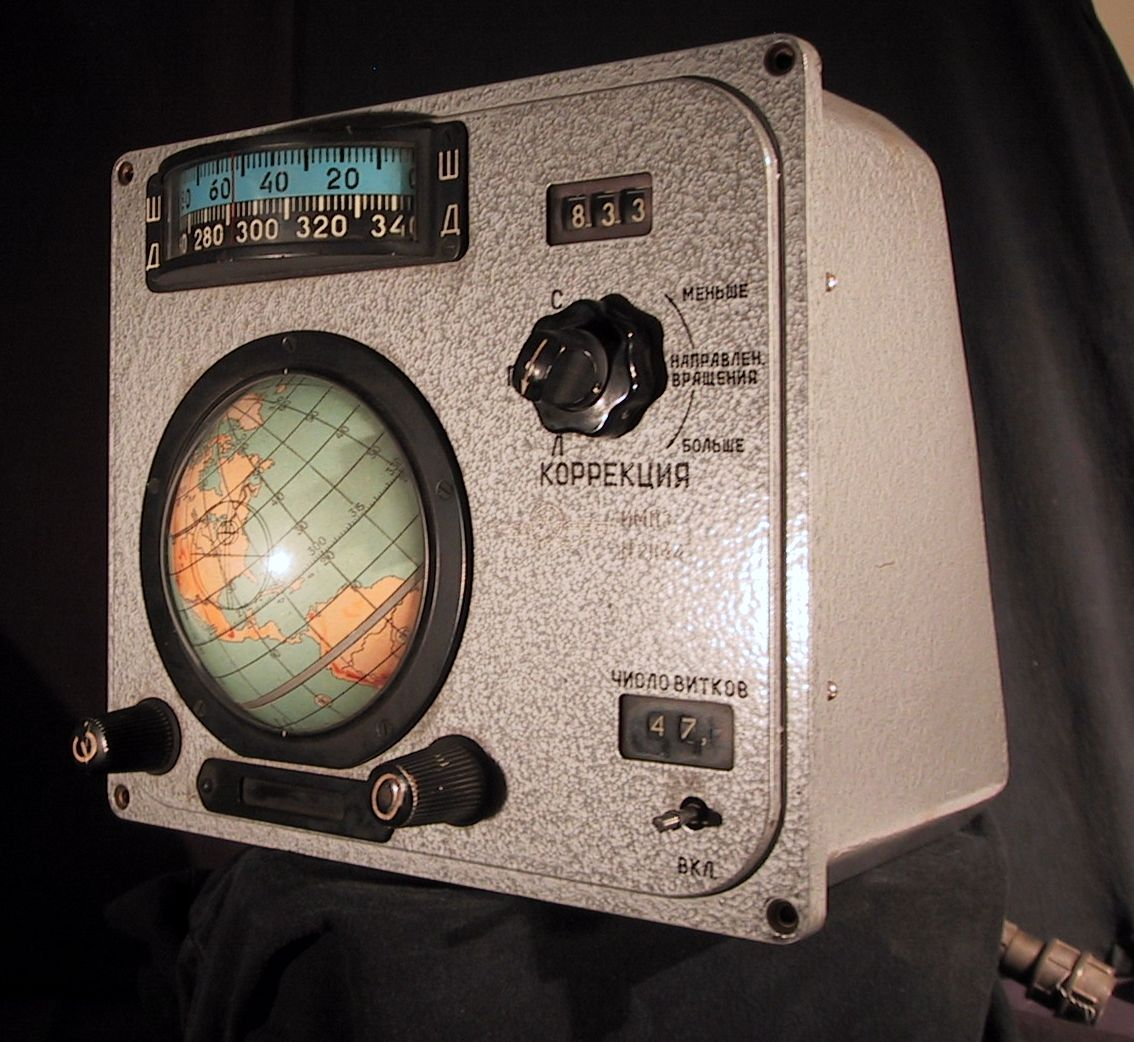
El Globus IMP, instrumento de navegación de una nave espacial Vosjod.
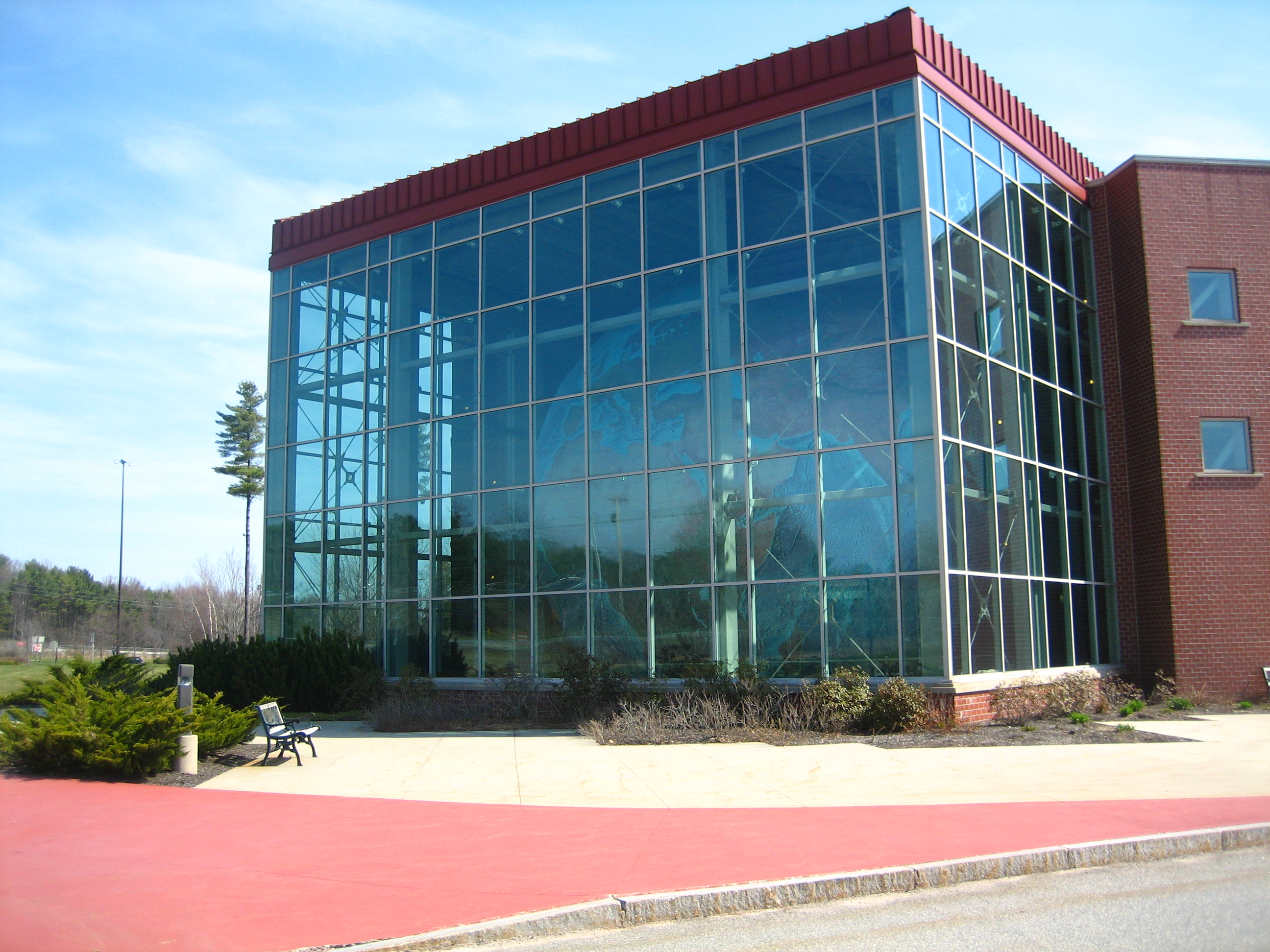
Eartha, el globo giratorio más grande del mundo.
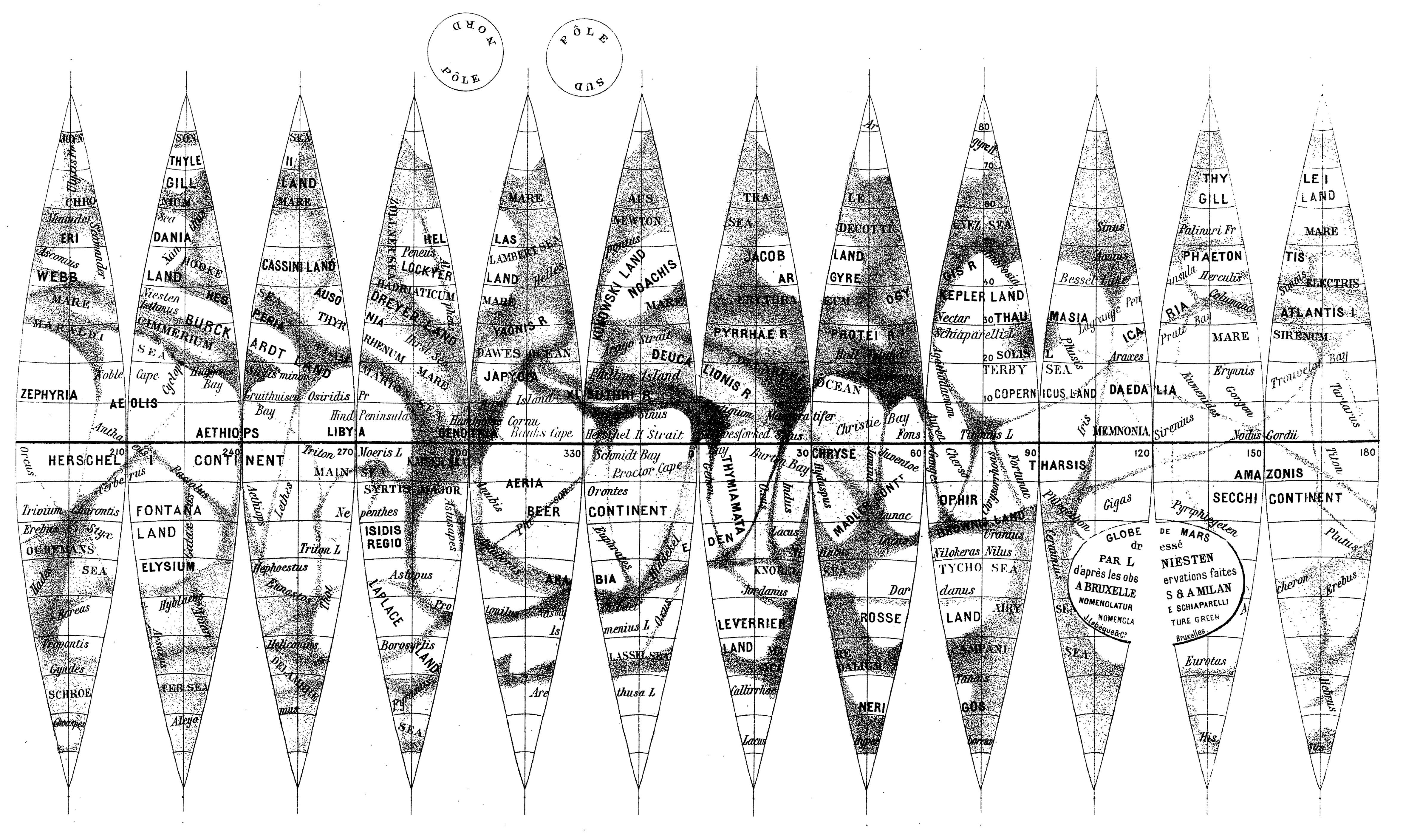
Un mapa de Marte comercializado en el siglo XIX. Es un ejemplo de cómo los mapas se imprimen con el fin de ser plegados alrededor de una esfera para formar un globo.
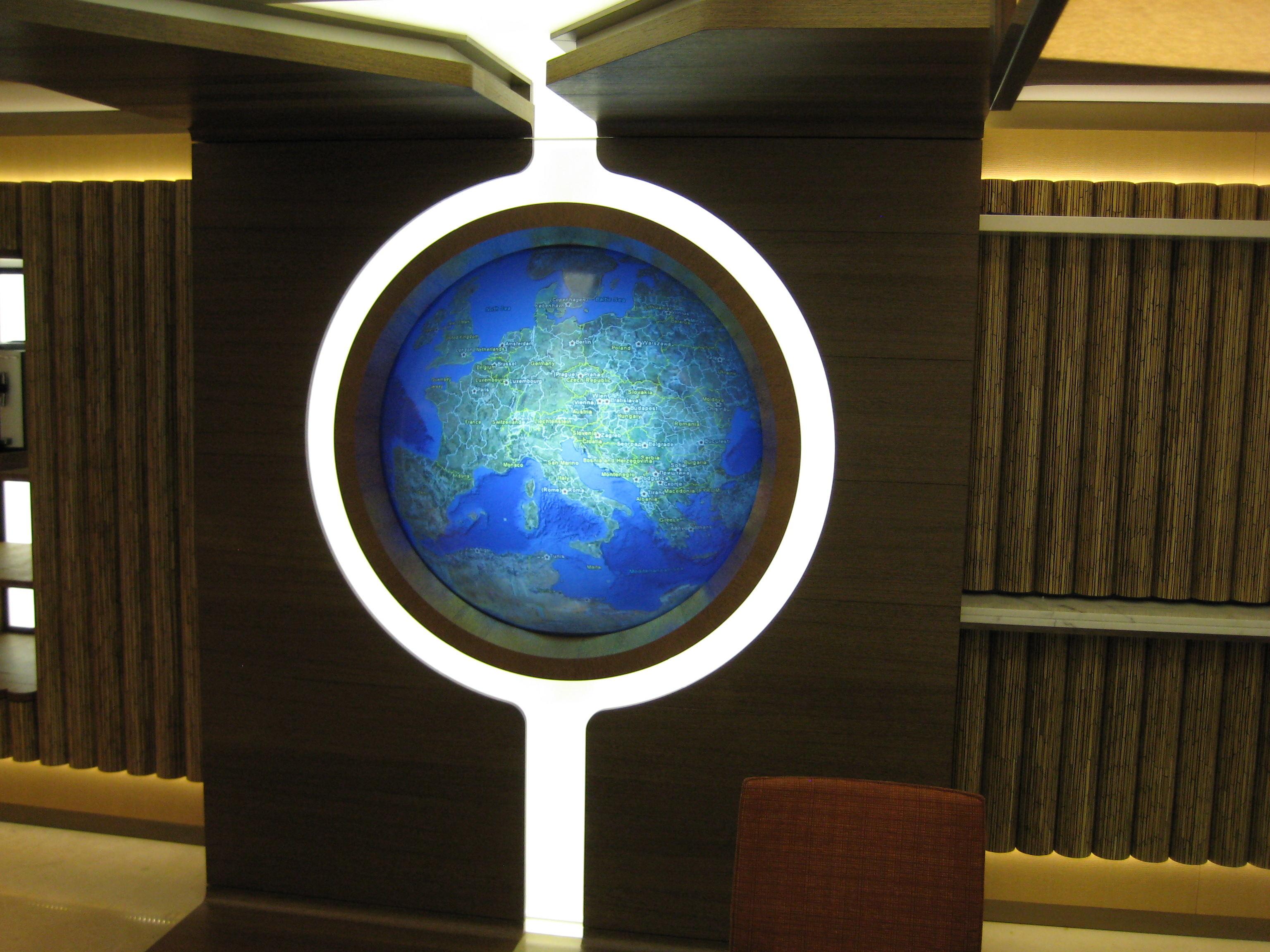
Globo esférico multitouch digital de la Tierra basado en software multitouch
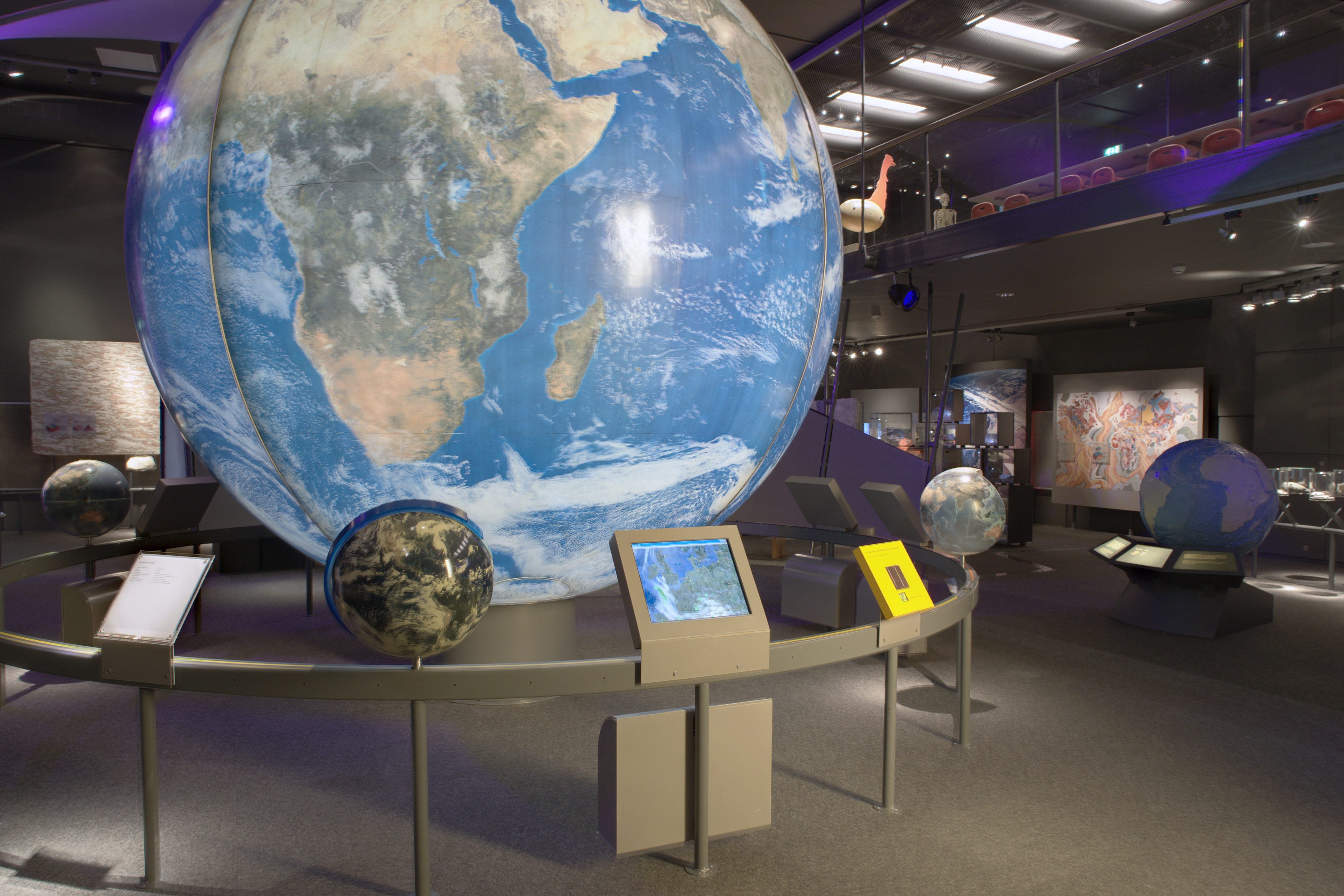
Globo terráqueo como se ve desde el espacio, Centro de Biodiversidad Naturalis, Leiden (1998)
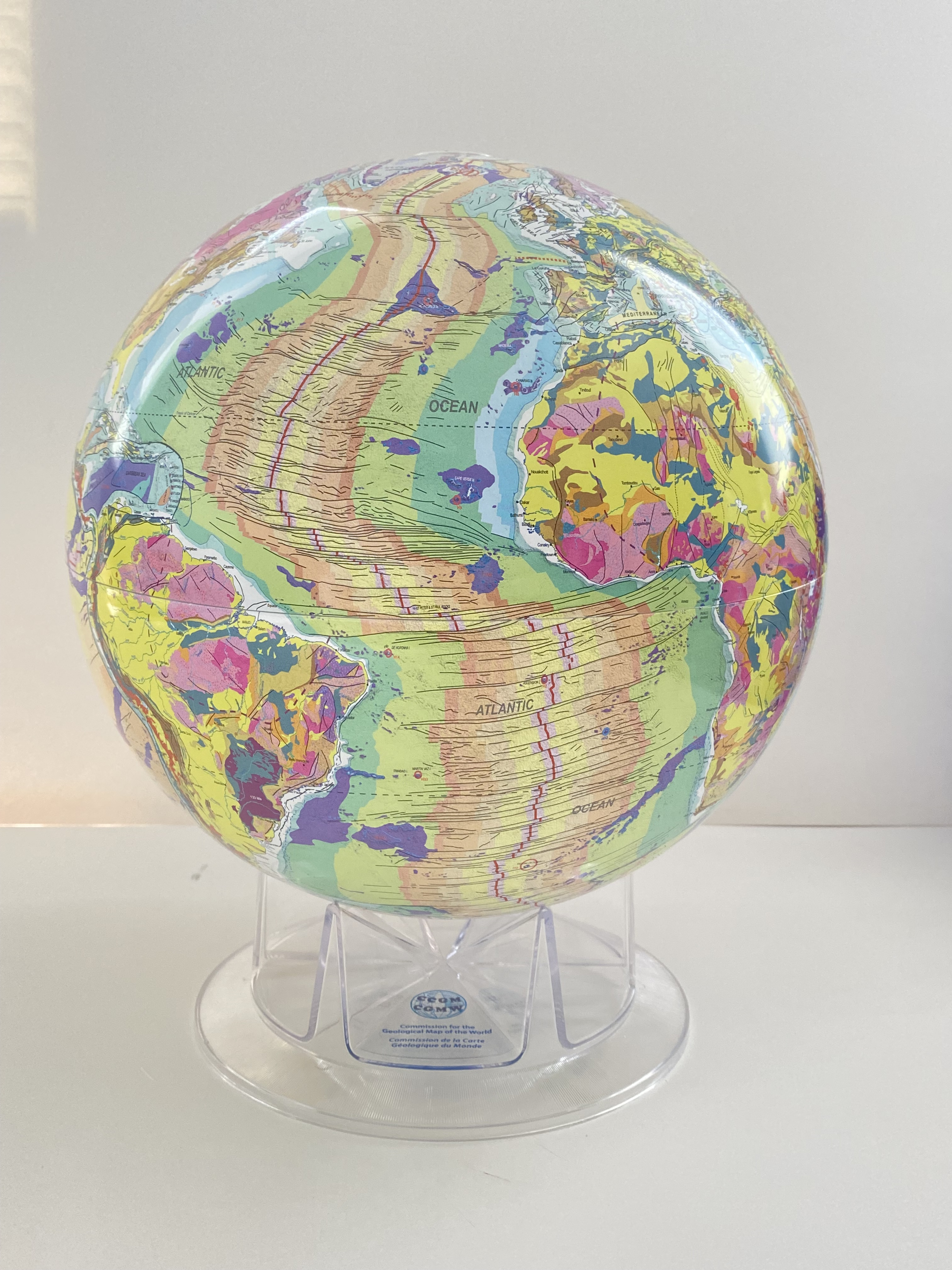
Globo terráqueo geológico (producido por la Comisión del Mapa Geológico del Mundo)